# Saison 1 de Dix pour cent
 (avril 2016).
Si vous disposez d'ouvrages ou d'articles de référence ou si vous connaissez des sites web de qualité traitant du thème abordé ici, merci de compléter l'article en donnant les références utiles à sa vérifiabilité et en les liant à la section « Notes et références ».
Chronologie
Saison 2
Cet article présente les six épisodes de la première saison de la série télévisée française Dix pour cent.

## Synopsis
Chaque jour, Andréa, Mathias, Gabriel et Arlette, agents dans l’agence artistique ASK (Agence Samuel Kerr), jonglent avec de délicates situations et défendent leur vision du métier. Ils mêlent savamment art et business. Vie privée et vie professionnelle en viennent à se croiser.
Tout en se débattant pour sauver leur agence secouée par la mort subite de son fondateur, les quatre agents nous entraînent dans les coulisses du monde sauvage de la célébrité, où le rire, l’émotion, la transgression et les larmes se côtoient constamment.

## Distribution

### Acteurs principaux
- Camille Cottin : Andréa Martel, associée et agent artistique
- Thibault de Montalembert : Mathias Barneville, associé et agent artistique
- Grégory Montel : Gabriel Sarda, associé et agent artistique
- Liliane Rovère : Arlette Azémar, associée et agent artistique
- Fanny Sidney : Camille Valentini, l'assistante d'Andréa Martel
- Laure Calamy : Noémie Leclerc, l'assistante de Mathias Barneville
- Nicolas Maury : Hervé André-Jezack, l'assistant de Gabriel Sarda
- Stéfi Celma : Sophia Leprince, l'hôtesse d'accueil

### Acteurs secondaires
- Philippine Leroy-Beaulieu : Catherine Barneville
- François Civil : Hippolyte Barneville
- Ophélia Kolb : Colette Brancillon
- Gabrielle Forest : Hélène Kerr
- Isabelle Candelier : Annick Valentini
- Amélie Etasse : Magalie (épisode 1)
- Alain Rimoux : Samuel Kerr (épisode 1)
- Lee Delong : Miranda Jones (épisode 1)
- Jean-Yves Chatelais : François Bréhier (épisode 1)
- Arben Bajraktaraj : Gabor Rajevski (épisode 2)
- Robert Plagnol : Clément (épisode 3)
- Anthony Sonigo : Augustin (épisode 4)
- Olivia Côte : Armelle Borzek (épisode 4)
- Scali Delpeyrat : l'investisseur (épisode 6)

### Dans leur propre rôle

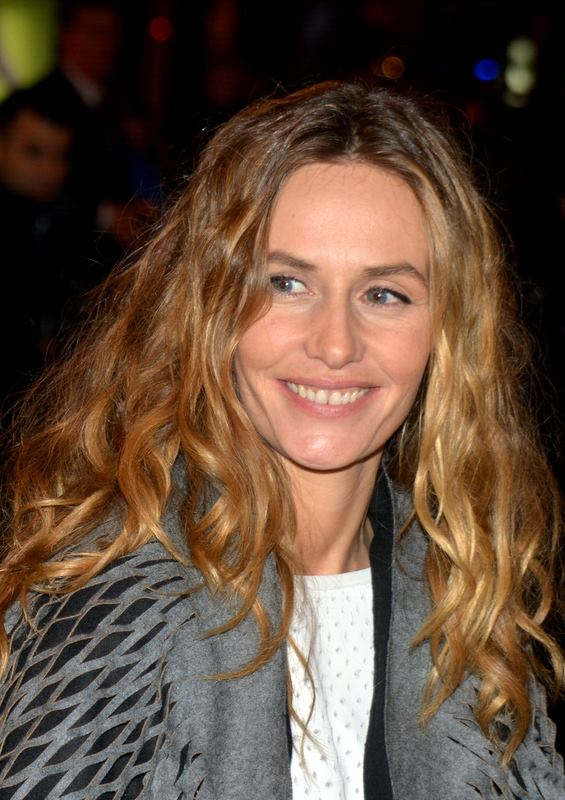
Cécile de France
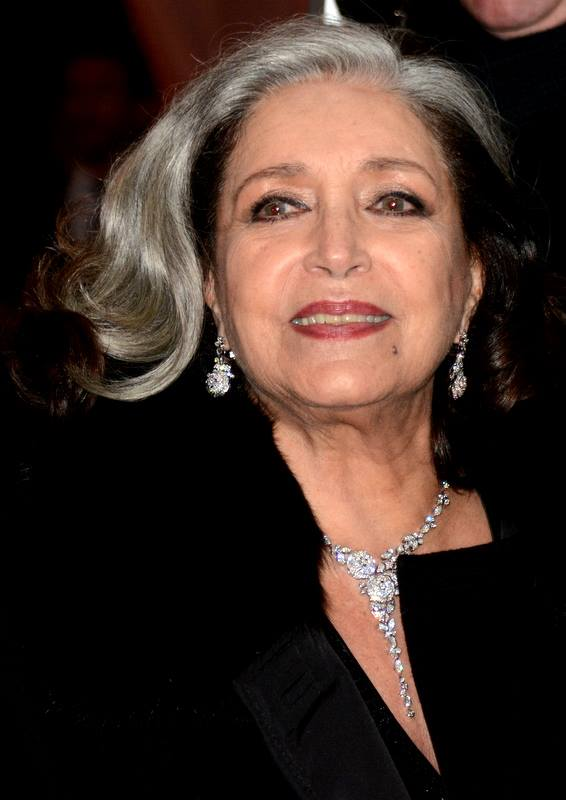
Françoise Fabian
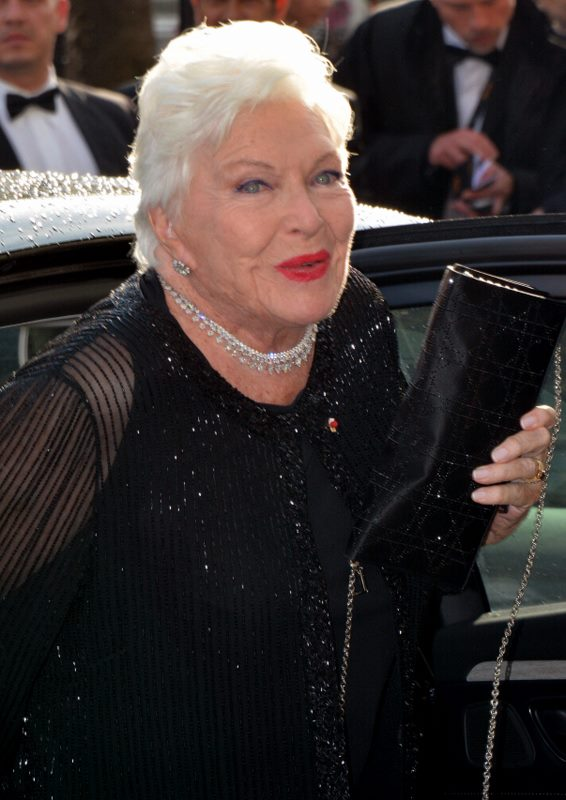
Line Renaud
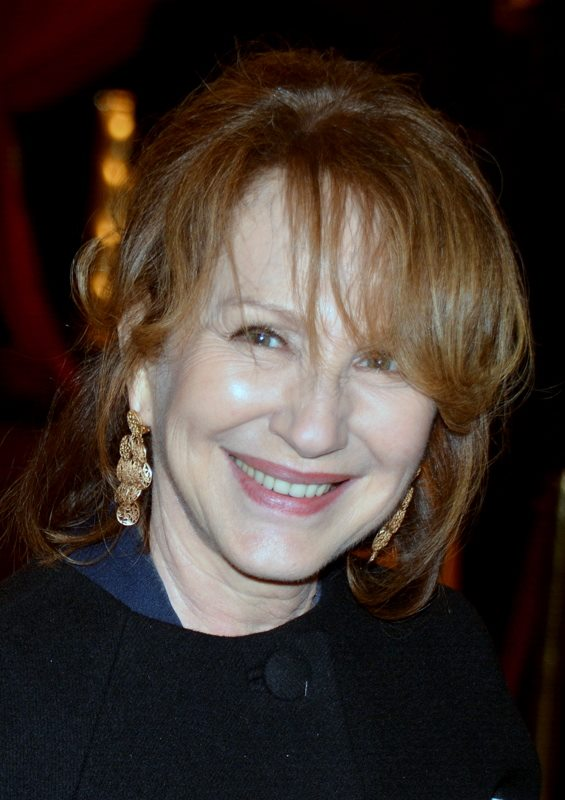
Nathalie Baye
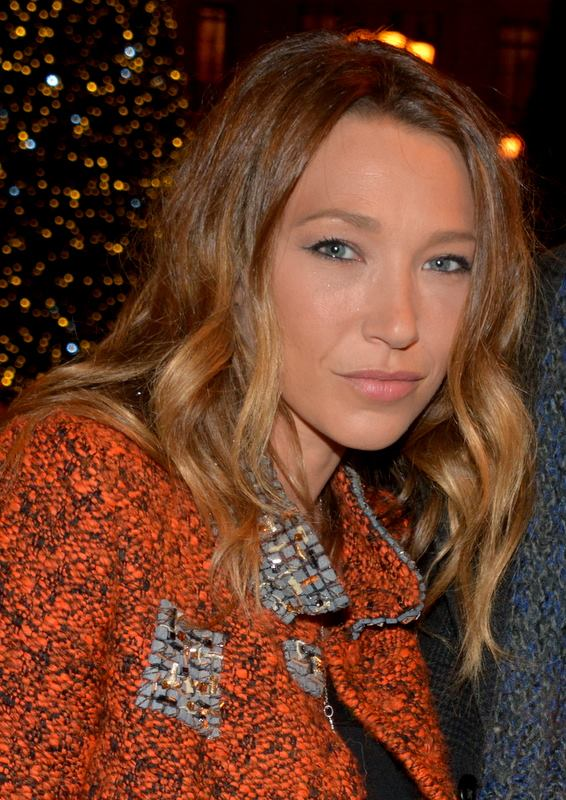
Laura Smet
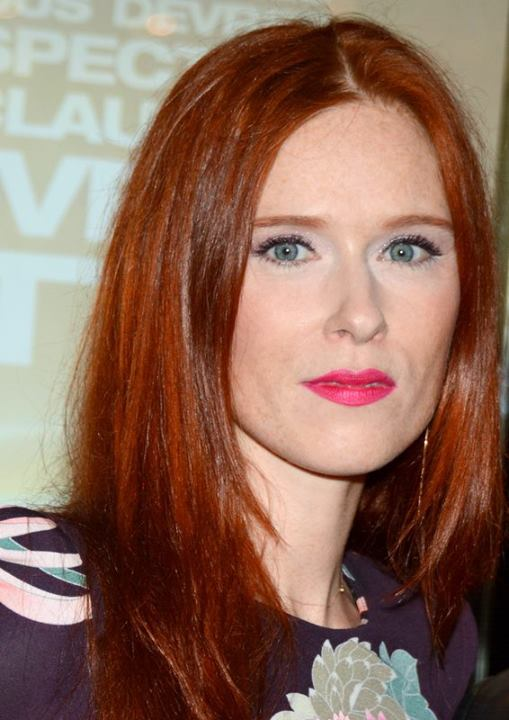
Audrey Fleurot
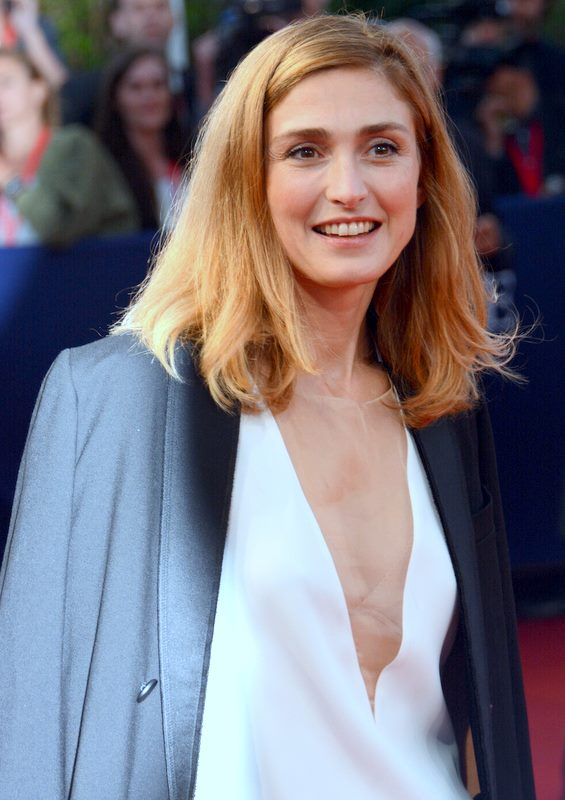
Julie Gayet
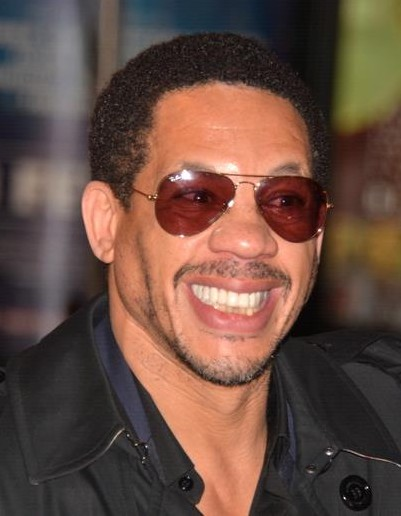
Joey Starr
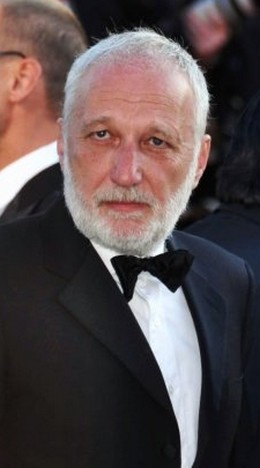
François Berléand
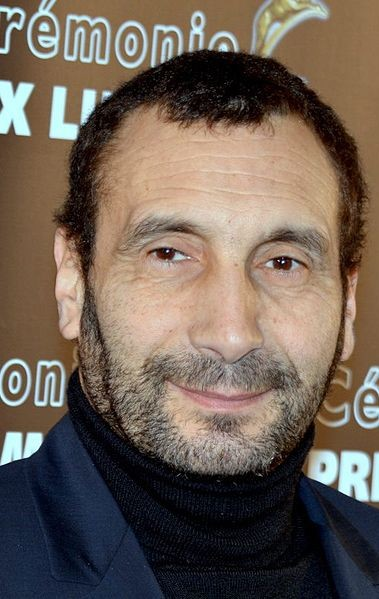
Zinedine Soualem

## Résumé de la saison
Dans cette première saison, ils ont comme prestigieux clients : Cécile de France, Françoise Fabian, Line Renaud, Nathalie Baye, Laura Smet, Audrey Fleurot, Julie Gayet, JoeyStarr et François Berléand.

## Épisodes

### Épisode 1:Cécile
- France : 14 octobre 2015 sur France 2

- France : 4,8 millions de téléspectateurs[réf. souhaitée]

Cécile de France

### Épisode 2:Line et Françoise
- France : 14 octobre 2015 sur France 2

- France : 4,8 millions de téléspectateurs[réf. souhaitée]

- Line Renaud
- Françoise Fabian
- Zinedine Soualem (caméo)

Affectée par la mort de son agent, Samuel Kerr, Françoise Fabian décide de se retirer d'un film quelques jours avant le début du tournage. Andréa essaie de la convaincre de revenir alors qu'au même moment Gabriel propose le rôle de Françoise Fabian à Line Renaud qui accepte. Quand les deux actrices, anciennes rivales, sont engagées, les agents sont inquiets jusqu'au jour des funérailles, quand elles montrent leur complicité pour rendre hommage à Samuel.

### Épisode 3:Nathalie et Laura
- France : 21 octobre 2015 sur France 2

- France : 4,148 millions de téléspectateurs[réf. souhaitée]

- Nathalie Baye
- Laura Smet
- Gilles Lellouche
- Zinedine Soualem
- Dominique Besnehard

Nathalie Baye et sa fille Laura Smet sont envisagées par une célèbre réalisatrice suédoise pour jouer toutes les deux dans son prochain film, un huis clos psychologique en mer. Mais à l'idée de passer plusieurs mois de tournage ensemble, 24 heures sur 24, sur une île au fin fond des fjords, la mère et la fille prennent peur. Elles craignent de s'écharper et de mettre en péril leur relation. 

### Épisode 4:Audrey
- France : 21 octobre 2015 sur France 2

- France : 4,148 millions de téléspectateurs[réf. souhaitée]

Audrey Fleurot
Audrey Fleurot, mère de deux enfants en bas âge, peine à laisser ses enfants pour reprendre son métier d’actrice. Mais quand l’administration fiscale lui réclame deux ans d'impôts impayés, elle finit par accepter le rôle d'une strip-teaseuse militante écologiste, trouvé par Mathias. Mais elle a du mal à gérer sa carrière avec sa vie de mère, d'autant plus qu'elle découvre qu'elle remplace une actrice que Mathias avait écarté. Après s'être retirée du film, Audrey fait scandale en s'offrant comme cadeau d'anniversaire à un milliardaire russe controversé pour une très forte somme. Audrey décide de faire don de la somme qu'elle a perçue.

### Épisode 5:Julie et Joey
- France : 28 octobre 2015 sur France 2

- France : 4,21 millions de téléspectateurs[réf. souhaitée]

- Julie Gayet
- Joey Starr
- Zinedine Soualem (caméo)

Julie Gayet et Joey Starr sont censés jouer la passion dans un film d'époque, mais en fait ils se détestent dans la vie. Leurs agents (Andréa et Gabriel) tentent de sauver le film du désastre. Sophia a décroché un petit rôle dans le film mais à cause des retards, ses scènes sont coupées. Une scène importante doit être tournée le lendemain, et les agents doivent ménager leurs acteurs. Andréa séduit Colette, l'inspectrice des impôts. Cette dernière lui rend visite à son hôtel, ce qui énerve Gabriel quand il la découvre. Le lendemain lors du tournage de la scène, Joey et Julie passent rapidement de la haine à l'amour. Par la suite, les deux acteurs s'offrent une escapade en amoureux.

### Épisode 6:François
- France : 28 octobre 2015 sur France 2

- France : 4,21 millions de téléspectateurs[réf. souhaitée]

François Berléand
François Berléand est engagé pour jouer Dom Juan ou le Festin de Pierre au théâtre. Mais il ne veut pas céder aux exigences du jeune metteur en scène de le faire entrer dans la piscine, afin de cacher sa peur de l'eau. La situation dégénère plusieurs fois et Andréa doit essayer de rapprocher les deux hommes. Elle s'arrange pour que François Berléand aille à l'anniversaire du metteur en scène, et y rencontre une fille avec laquelle elle danse passionnément. Colette les surprend et quitte Andréa.